# Диброва (Покровский район)
Диброва (укр. Діброва) — село,
Орловский сельский совет,
Покровский район,
Днепропетровская область,
Украина.
Код КОАТУУ — 1224287803. Население по переписи 2001 года составляло 176 человек .

## Географическое положение
Село Диброва находится в 5-и км от правого берега реки Каменка,
на расстоянии в 1 км от села Маломихайловка.
По селу протекает пересыхающий ручей с запрудой.
Через село проходит автомобильная дорога Н-15.